# Vitra
Vitra (zkratka Vi) je raná až středně pozdní stolní odrůda révy vinné (Vitis vinifera), vyšlechtěná ve Šlechtitelské stanici vinařské v Polešovicích křížením odrůd Pobeda × Kossuth Lájos. Odrůda pochází ze stejných rodičů, jako další, v České republice vyšlechtěná stolní odrůda Pola.
Pobeda je stolní i moštová, středně pozdní odrůda révy vinné (Vitis vinifera), kříženec odrůd Sabalkanskoi × Muscat Hamburg, kterou vyšlechtili roku 1944 v Uzbekistánu (tehdy ještě v bývalém Sovětském Svazu) A.M. Negrul a M.S. Žuravel. Pěstuje se mimo jiné též v Turkmenistánu, Kazachstánu a v Srbsku. V překladu z ruštiny (jak my, starší, dobře víme) znamená název odrůdy „vítězství“.
Kossuth Lájos (též Košutovo či Košutův hrozen) je raná stolní odrůda původu Vitis vinifera, maďarský kříženec odrůd (Madeleine Angevine × Muscat Lierval) × Duke of Buccleugh. Odrůda byla v minulosti hojně pěstována v Maďarsku, odkud se rozšířila na Moravu a Slovensko, dnes ji u nás najdeme pouze vzácně v domácích zahradách. Lájos Kossuth (1802–1894), po kterém je odrůda pojmenována, byl maďarský politik, spisovatel a revolucionář, nejvýznamnější představitel Maďarské revoluce a boje za svobodu a nezávislost v letech 1848–1849.

## Popis
Réva vinná (Vitis vinifera) odrůda Vitra je jednodomá dřevitá pnoucí liána, dorůstající v kultuře až několika metrů. Kmen tloušťky až několik centimetrů je pokryt světlou borkou, která se loupe v pruzích. Úponky révy umožňují této rostlině pnout se po pevných předmětech. Růst je středně bujný až bujný s polovzpřímenými letorosty.
List je středně velký až velký, tvar čepele srdčitý, pětilaločnatý se středně hlubokými horními a mělkými dolními bočními výkroji, boční výkroje mají většinou zaostřené dno. Laloky listů jsou ostré, někdy jsou ještě dále členěné. Vrchní strana čepele listu je slabě puchýřnatá, řapík a žilnatina v okolí řapíku někdy bývají načervenalé. Řapíkový výkroj je otevřený až úzce otevřený, většinou lyrovitý s ostrým dnem.
Oboupohlavní, pětičetné květy v hroznovitých květenstvích jsou žlutozelené, samosprašné. Plodem je velká (6–8 g, 30 × 25 mm), oválná až protáhle oválná bobule. Barva bobule je při konzumní zralosti tmavě červenofialová, v případě pěstování v otevřeném prostranství a ve skleníku růžovočervená. Dužnina je pevná, šťavnatá, bez zvláštních aromatických látek, příjemné chuti. Hrozen je velký (500–700 g), středně hustý se středně dlouhou, rozvětvenou stopkou.

## Původ
Vitra je stolní odrůda révy vinné (Vitis vinifera), kterou vyšlechtili ve Šlechtitelské stanici vinařské v Polešovicích Ing. Václav Křivánek a Ing. Alois Tománek, křížením odrůd Pobeda x Kossuth Lájos. Do Státní odrůdové knihy České republiky byla odrůda zapsána roku 1993. Je udržována a zastupována Ing. Aloisem Tománkem, Šlechtitelská stanice vinařská Polešovice. Vitra je sesterskou odrůdou stolní odrůdy Pola.

## Název
Původ názvu odrůdy není nikde uveden, může být odvozen z latinského slova „vitro“, tedy „sklo“ a v tom případě by se vztahoval k faktu, že je odrůda vhodná k pěstování ve skleníku. Odrůda dostala při šlechtění pracovní název PO/KO 1/37.

## Pěstování
Réví dobře vyzrává. Plodnost dřeva je 70–80 %, počet hroznů na výhon bývá 1,2–1,6. Hodí se pro většinu vedení, vhodnější jsou delší tažně. Zatížení volíme 30–40 oček na keř, řez 6–10 oček/m² i kratší. Podnože volíme dle půdního typu a velikosti tvaru keře, vyhovují SO-4, Cr 2 a 125 AA. Redukce úrody zvyšuje tržní kvalitu hroznů. Výnos je vysoký, 9–10 t/ha, tržní 6–8 t/ha. Proti poškození mrazy je odrůda středně odolná (do −24 °C). V nepříznivém počasí v době květu je možnost sprchávání květenství.

### Fenologie
Doba rašení oček je středně pozdní. Sklizňová zralost začíná ve venkovních podmínkách v polovině září, ve studeném skleníku koncem července až počátkem srpna, ve vytápěném skleníku již od poloviny května. Je udávána suma aktivních teplot (SAT) 2200 °C.

### Choroby a škůdci
Proti napadení plísní révovou (Plasmopara viticola) a padlím révovým (Uncinula necator) je odrůda méně odolná, proti napadení plísní šedou (Botrytis cinerea) je středně odolná.

### Poloha a půdy
Na polohu klade nižší nároky, preferuje slunná, teplá stanoviště, je vhodná do všech vinařských oblastí. Půdy vyžaduje hlinité, vododržné a na živiny bohaté.

## Tržní hodnota
Stolní odrůda s výbornou jakostí hroznů, poskytující vysoké výnosy. Je vhodná do foliovníků a do skleníků.

### Multimédia
- Ing. Radek Sotolář : Multimediální atlas podnožových, moštových a stolních odrůd révy, Mendelova zemědělská a lesnická universita Brno, zahradnická fakulta v Lednici
- Martin Šimek : Encyklopédie všemožnejch odrůd révy vinné z celýho světa s přihlédnutím k těm, co již ouplně vymizely, 2008–2012